# Stazione di Pieve Albignola
La stazione di Pieve Albignola è una fermata ferroviaria posta sulla linea Pavia-Alessandria. Serve il centro abitato di Pieve Albignola.

## Storia
Da sempre fermata e sprovvista di impianti di sicurezza e segnalamento, era dotata di un binario tronco, che si diramava dal binario di corsa, a servizio di un piccolo piano caricatore oggi scomparso, e degli arganelli per la manovra a mano dei tre passaggi a livello di stazione, oggi automatizzati. Data la scarsa importanza della fermata e la decisione di sopprimere il servizio merci in piccola partita, tali impianti furono soppressi come atto preliminare della riqualificazione della linea, nel 1992..